# Palermo Ladies Open 2022
Palermo Ladies Open 2022, oficiálně 33^Palermo Ladies Open, byl tenisový turnaj hraný jako součást ženského okruhu WTA Tour na otevřených antukových dvorcích Country Time Clubu. Probíhal mezi 17. až 23. červencem 2022 v italském Palermu jako jubilejní třicátý ročník. 
Turnaj s rozpočtem 203 024 eur patřil do kategorie WTA 250. Nejvýše nasazenou hráčkou ve dvouhře se po odstoupení Trevisanové stala třicátá devátá žena světa Julia Putincevová z Kazachstánu. Jako poslední přímá účastnice do dvouhry nastoupila 225. hráčka žebříčku, Němka Laura Siegemundová.
V důsledku invaze Ruska na Ukrajinu na konci února 2022 řídící organizace tenisu ATP, WTA a ITF s grandslamy rozhodly, že ruští a běloruští tenisté mohli dále na okruzích startovat, ale do odvolání nikoli pod vlajkami Ruska a Běloruska.
Pátý singlový titul na okruhu WTA Tour vybojovala 31letá Rumunka Irina-Camelia Beguová. Čtyřhru vyhrál maďarsko-belgický pár Anna Bondárová a Kimberley Zimmermannová, jehož členky získaly první společnou trofej.

## Rozdělení bodů a finančních odměn

### Rozdělení bodů
| Soutěž      | Soutěž      | vítězové | finalisté | semifinalisté | čtvrtfinalisté | 16 v kole | 32 v kole | Q  | Q1 |
| ----------- | ----------- | -------- | --------- | ------------- | -------------- | --------- | --------- | -- | -- |
| dvouhra žen | [ 1 ] [ 7 ] | 280      | 180       | 110           | 60             | 30        | 1         | 18 | 1  |
| čtyřhra žen | [ 8 ]       | 280      | 180       | 110           | 60             | 1         | —         | —  | —  |

### Finanční odměny
| Soutěž                                | Soutěž      | vítězové | finalisté | semifinalisté | čtvrtfinalisté | 16 v kole | 32 v kole | Q2      | Q1      |
| ------------------------------------- | ----------- | -------- | --------- | ------------- | -------------- | --------- | --------- | ------- | ------- |
| dvouhra žen                           | [ 1 ] [ 7 ] | 26 770 € | 15 922 €  | 8 870 €       | 5 000 €        | 3 065 €   | 2 200 €   | 1 613 € | 1 047 € |
| čtyřhra žen                           | [ 8 ]       | 9 680 €  | 5 400 €   | 3 185 €       | 1 895 €        | 1 450 €   | —         | —       | —       |
| částka ve čtyřhrách je uvedena na pár |             |          |           |               |                |           |           |         |         |

## Ženská dvouhra

### Nasazení
| Stát                             | Hráčka                    | WTA | Nasazení |
| -------------------------------- | ------------------------- | --- | -------- |
| Itálie                           | Martina Trevisanová       | 26. | 1.       |
| Kazachstán                       | Julia Putincevová         | 32. | 2.       |
| Čína                             | Čang Šuaj                 | 37. | 3.       |
| Španělsko                        | Sara Sorribesová Tormová  | 43. | 4.       |
| Francie                          | Caroline Garciaová        | 48. | 5.       |
| Rumunsko                         | Irina-Camelia Beguová     | 49. | 6.       |
| Maďarsko                         | Anna Bondárová            | 53. | 7.       |
| Španělsko                        | Nuria Párrizasová Díazová | 54. | 8.       |
| Žebříček WTA k 11. červenci 2022 |                           |     |          |

### Jiné formy účasti
Následující hráčky obdržely divokou kartu do hlavní soutěže: 
- Elisabetta Cocciarettová
- Sara Erraniová
- Lucrezia Stefaniniová

Následující hráčka nastoupila pod žebříčkovou ochranou:
- Laura Siegemundová

Následující hráčky postoupily z kvalifikace:
- Elina Avanesjanová
- Marina Bassolsová Riberová
- Léolia Jeanjeanová
- Rebeka Masárová
- Asia Muhammadová
- Matilde Paolettiová

Následující hráčky postoupily z kvalifikace jako šťastné poražené:
- Carolina Alvesová
- Jaimee Fourlisová
- Julia Grabherová

### Odhlášení
před zahájením turnaje
- Kaja Juvanová → nahradila ji  Panna Udvardyová
- Danka Kovinićová → nahradila ji  Ylena In-Albonová
- Petra Martićová → nahradila ji  Jaimee Fourlisová
- Arantxa Rusová → nahradila ji  Ana Bogdanová
- Laura Siegemundová → nahradila ji  Julia Grabherová
- Ajla Tomljanovićová → nahradila ji  Chloé Paquetová
- Martina Trevisanová → nahradila ji  Carolina Alvesová

v průběhu turnaje
- Čang Šuaj

## Ženská čtyřhra

### Nasazení
| Stát                                                                         | Hráčka            | Stát   | Hráčka                  | WTA  | Nasazení |
| ---------------------------------------------------------------------------- | ----------------- | ------ | ----------------------- | ---- | -------- |
| Chile                                                                        | Alexa Guarachiová | USA    | Asia Muhammadová        | 67.  | 1.       |
| Kazachstán                                                                   | Anna Danilinová   | Gruzie | Oxana Kalašnikovová     | 103. | 2.       |
| Maďarsko                                                                     | Anna Bondárová    | Belgie | Kimberley Zimmermannová | 119. | 3.       |
| USA                                                                          | Ingrid Neelová    | Česko  | Renata Voráčová         | 207. | 4.       |
| Žebříček WTA k 11. červenci 2022; číslo je součtem umístění obou členek páru |                   |        |                         |      |          |

### Jiné formy účasti
Následující páry obdržely divokou kartu do hlavní soutěže:
- Elisabetta Cocciarettová /  Camilla Rosatellová
- Lisa Pigatová /  Lucrezia Stefaniniová

Následující pár nastoupil pod žebříčkovou ochranou:
- Anastasia Dețiuc /  Paula Kania-Choduńová

Následující pár nastoupil z potice náhradníka:
- Jaimee Fourlisová /  Gabriela Leeová

### Odhlášení
před zahájením turnaje
- Natela Dzalamidzeová /  Kaja Juvanová → nahradily je  Natela Dzalamidzeová /   Anastasija Tichonovová
- Jekatěrine Gorgodzeová /  Oxana Kalašnikovová → nahradily je  Anna Danilinová /  Oxana Kalašnikovová
- Laura Siegemundová /  Čang Šuaj → nahradily je  Wang Si-jü /  Čang Šuaj
- Elisabetta Cocciarettová /  Camilla Rosatellová → nahradily je  Jaimee Fourlisová /  Gabriela Leeová

## Přehled finále

### Ženská dvouhra
- Irina-Camelia Beguová vs.  Lucia Bronzettiová, 6–2, 6–2

### Ženská čtyřhra
- Anna Bondárová /  Kimberley Zimmermannová vs.   Amina Anšbová /  Panna Udvardyová, 6–3, 6–2